# National Harbor
 (juillet 2020).
Le port national (National Harbor) est un projet immobilier le long de la rivière Potomac à Oxon Hill dans le Maryland (États-Unis). Il s'agit d'un projet d'aménagement du front de mer sur 1,2 km2.